# Lilian Mazbouh
Lilian Mazbouh (* 1984 in Berlin) ist eine deutsche Schauspielerin.

## Leben
Lilian Mazbouh absolvierte von 2006 bis 2010 ihr Schauspielstudium an der Universität für Musik und Darstellende Kunst Mozarteum in Salzburg. An der Filmakademie Baden-Württemberg nahm sie 2010 am Workshop für Filmschauspiel teil. Im Anschluss an ihre Ausbildung nahm sie 2011 ein festes Engagement am Staatstheater Wiesbaden an, ab 2013 arbeitete sie als freiberufliche Schauspielerin. Seitdem war sie mehrfach in Film und Fernsehen, sowie auf der Bühne zu sehen.
2019 gewann sie auf dem Nòt Film Festival die Auszeichnung Beste Schauspielerin für 023_Greta_S (Regie: Annika Birgel). 2020 erhielt sie den Filmreif-Preis für eine besondere schauspielerische Leistung beim Bundesfestival junger Film.

## Filmografie
- 2002: Utta Danella – Die Hochzeit auf dem Lande
- 2011: Die Unsichtbare
- 2014: Die Lichtenbergs – zwei Brüder, drei Frauen und jede Menge Zoff (Fernsehfilm)
- 2019: Traumfabrik
- 2019: 023_Greta_S (Kurzfilm)
- 2020: Pohlmann und die Liebe (Fernsehfilm)
- 2020: Pohlmann und die Zeit der Wünsche (Fernsehfilm)
- 2021: Zum Glück zurück (Fernsehfilm)
- 2022: Der Alte (Folge: Der Mondkönig)

## Auszeichnungen
- 2019: Nòt Film Festival – Beste Schauspielerin (für 023_Greta_S)
- 2020: Bundesfestival junger Film – Filmreif – Preis für eine besondere schauspielerische Leistung (für 023_Greta_S)